# Письмечеве
Письмече́ве — село в Україні, у Солонянській селищній громаді Дніпровського району Дніпропетровської області. Населення станом на 2021 рік — 406 мешканців.

## Географія
Село Письмечеве знаходиться на лівому березі річки Комишувата Сура, вище за течією на відстані 7 км розташоване село Павлівка, нижче за течією на відстані 0,5 км і на протилежному березі — село Безбородькове. До центру громади — 20 км. По селу протікають висихні струмки з загатами. Поруч проходить автомобільна дорога Т 0420.

## Назва
Раніше називалося Письмечівка.

## Історико-географічна довідка
Вона була відомою та пам'ятною для запорізького козацтва — тут була головна станція для всіх мандрівників, місце відпочинку. В давнину і запорожці, і литовсько-польські купці, і російські промисловці їздили через слободу Письмичівка від Микитина перевозу на Дніпро в Стару Самару, у Самарський монастир. За часів правління Литовсько-польського панства, коли була прокладена нова переправа через Дніпро і з'явилась нова дорога по степу Сурському, Письмичівка стала відомішою.
За матеріалами для історико-статистичного опису Катериславської єпархії село Письмечеве засновано приблизно у 1760 році, коли тут оселився військовий старшина, єсаул запорожець Василь Андрійович Письмич і називалось тоді — Письмичівка при річці Комишевата Сура.
Єсаул Василь Андрійович Письмич заснував собі в Письмичівці зимівник з хуторами, великою кількістю мазанок та землянок, запросив своїх родичів та знайомих і почав займатися господарством. Налічувалось в Письмичівці 42 дворів, у них 200 осіб, поблизу було село Олександрівка (нині — село Безбородьково), яке заснував генерал-майор Безбородько, у якому було 35 дворів. Поміщики прапорщики Білий Кирило та Білий Назарій збудували за 2 роки (з 01 вересня 1783 року по 14 січня 1785 року) за свої кошти церкву, яка була посвячена і 27 лютого 1785 року відкрита для богослужіння.
У 1929 році організований колгосп «Серп і молот».
До 1941 року село мало назву Олександрівка Перша.
1989 року за переписом тут мешкало приблизно 430 осіб.
У Письмечеве знаходилася центральна садиба колгоспу ім. Чапаєва, за яким закріплено 7011 га сільськогосподарських угідь, у тому числі 6032 га орних земель. Розвинені птахівництво, виробництво зерна, м'яса, молока.

## Населення

### Мова
Розподіл населення за рідною мовою за даними перепису 2001 року:
| Мова       | Кількість | Відсоток |
| ---------- | --------- | -------- |
| українська | 505       | 96.19%   |
| російська  | 20        | 3.81%    |
| Усього     | 525       | 100%     |

## Постаті
- Міщишин Віталій Анатолійович (1987-2014) — старший солдат Збройних сил України, загинув у боях за Іловайськ.

## Опис
У селі є середня школа, де навчається 55 учнів і працюють 17 вчителів, клуб із залом для глядачів на 200 місць, бібліотека, у книжковому фонді якої — 11,5 тис. примірників, фельдшерсько-акушерський пункт, дитячі ясла на 20 місць, п'ять магазинів, АТС, поштове відділення.
Є пам'ятник на честь воїнів-односельчан, загиблих у роки Великої Вітчизняної війни.
Був споруджений пам'ятник В. І. Леніну.